# Chiesa di Sant'Ambrogio (Quinto)
La chiesa di Sant'Ambrogio è un edificio religioso che fonde elementi dell'architettura romanica e di quella barocca e che si trova a Catto, nel comune di Quinto.

## Storia
La prima traccia dell'edificio risale al XIII secolo, quando la chiesa fu menzionata in un documento storico. Nel XVII secolo, e comunque entro il 1672, la chiesa fu rimodellata secondo il gusto barocco: nel corso dell'intervento furono realizzate alcune cappelle di forma poligonale e il coro, opera di Antonio Rossalino. La torre campanaria risale al 1885, quando fu costruita demolendo il precedente campanile romanico.